# Willem Pietersz Buytewech
Pour les articles homonymes, voir Willem Buytewech.
Willem Pietersz. Buytewech (Rotterdam, 1591 ou 1592 – id., 23 septembre 1624), surnommé « Gheestige Willem » (« Willem le Spirituel ») est un peintre, dessinateur et graveur néerlandais du siècle d’or. 
On le considère souvent comme l’« inventeur » d’un certain type de scène de genre représentant les amusements de personnages de l’aristocratie. Il est aussi l'un des premiers à expérimenter l'eau-forte.

## Biographie
Willem Pietersz. Buytewech est né à Rotterdam en 1591 ou 1592. Son père, Pieter Jacobsz., était cordonnier et fabricant de bougies. Willem fait son apprentissage à Haarlem, où il est inscrit dans la guilde de Saint-Luc locale en 1612 en même temps que Hercules Seghers et Esaias Van de Velde, et deux ans après Frans Hals. Les œuvres de ce dernier semblent l’avoir fortement influencé – preuve en est que Buytewech réalisera de nombreux dessins d’après Hals.
Le 10 novembre 1613, il épouse Aeltje Jacobs van Amerongen, issue d’une famille patricienne. Quelque temps après, il revient à Rotterdam, mais il conserve néanmoins des liens avec la ville de Haarlem.
Willem Buytewech meurt âgé de 33 ans environ le 23 septembre 1624, une semaine seulement après avoir rédigé son testament. Il est enterré près de son père dans l'église Saint-Laurent.
À Rotterdam, il avait eu pour élèves Hendrick Martensz Sorgh et également, semble-t-il, Herman Van Swanevelt. Son fils, Willem Willemsz. Buytewech (1624/25-1670), né après la mort de son père, deviendra peintre à son tour.

## Œuvre
Willem Buytewech fut principalement actif comme illustrateur. Il a surtout réalisé des scènes de genre et des paysages. Il est l'un des premiers, avec Esaias van de Velde l'Ancien et Jan van de Velde le Jeune à expérimenter la technique de l'eau-forte : ils cherchent à trouver de nouveaux tons, à créer une atmosphère pour leurs estampes de paysage. Pour cela, ils rompent avec les longues lignes de contour pour les dessiner avec de petits traits et avec des points.
On connaît de lui également des représentations bibliques et allégoriques. Ses œuvres les plus connues, datées, ont été exécutées durant la période allant de 1606 à 1621.
Seules huit peintures de Buytewech ont été préservées jusqu’à nos jours, toutes des scènes de genre (ou « joyeuse compagnie »). On connaît plus particulièrement le tableau Joyeuse Compagnie sur une terrasse de jardin, peint en 1616-1617, lequel lui a valu d’être surnommé « Gheestige Willem » (« Willem le Spirituel »). 
- Joyeuse Compagnie, 1615-1620, huile sur panneau, 52 × 62 cm, Musée Bredius, La Haye[5]
- Couples élégants sur une terrasse, 1616 - 1620, huile sur toile, 56 × 70 cm, Rijksmuseum, AmsterdamCouples élégants, Rijksmuseum
- Joyeuse Compagnie, vers 1620, huile sur toile, 49 × 68 cm, Musée Boijmans Van Beuningen, Rotterdam[6]
- Joyeuse Compagnie, 1620-1622, huile sur toile, 72 × 65 cm, Magyar Szépmüvészeti Múzeum, Budapest[7]
- Banquet en plein air ou Joyeuse compagnie en plein air, 1616-1617, huile sur toile, 71 × 94 cm, Mauritshuis, La Haye[8]

Ses dessins et gravures sont plus nombreux. Certains de ses dessins sont conservés au British Museum de Londres, au Fogg Art Museum de Cambridge, ou à la Fondation Custodia à Paris.

## Galerie

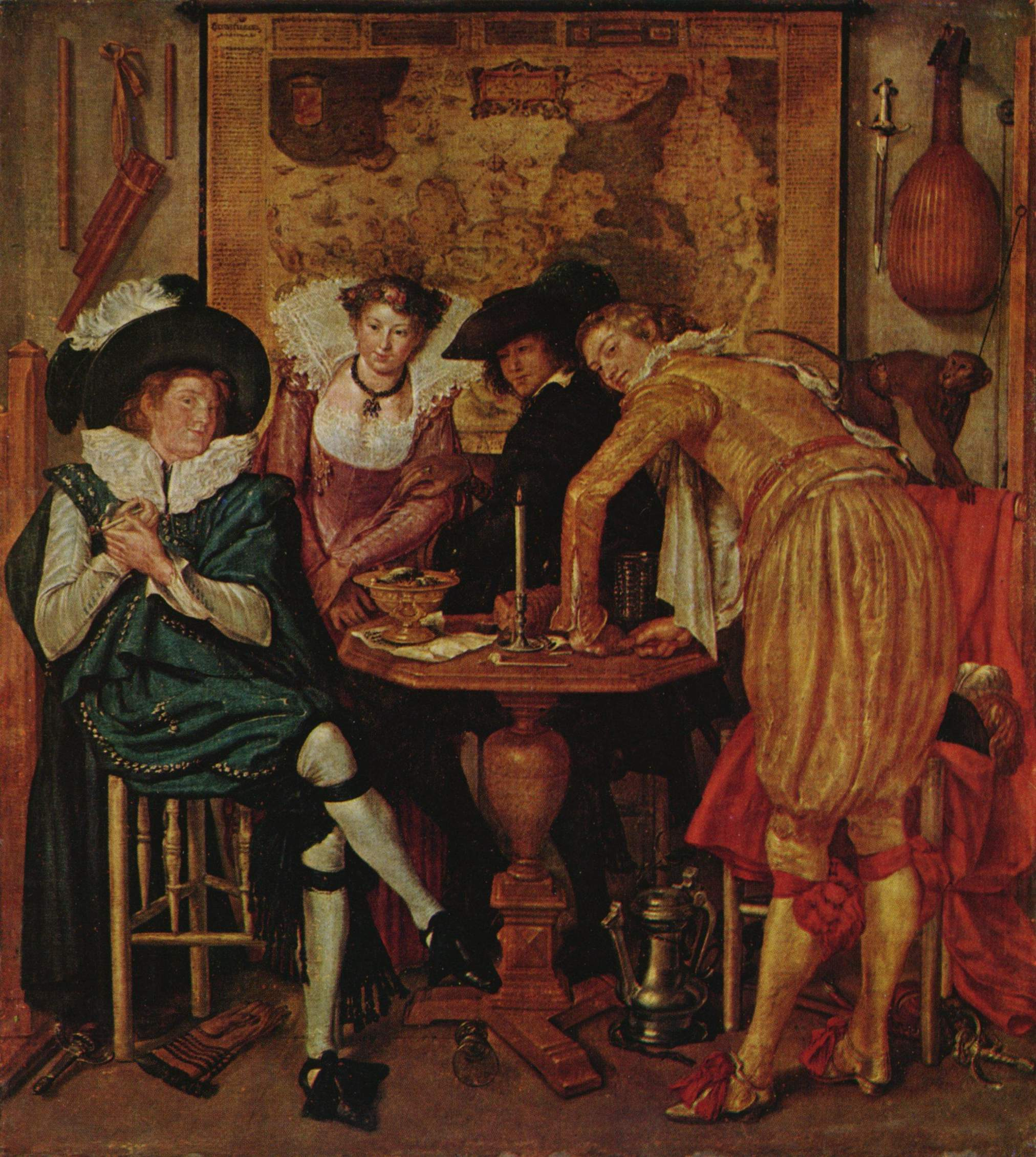
Joyeuse Compagnie, 1615 Magyar Szépmüvészeti Múzeum
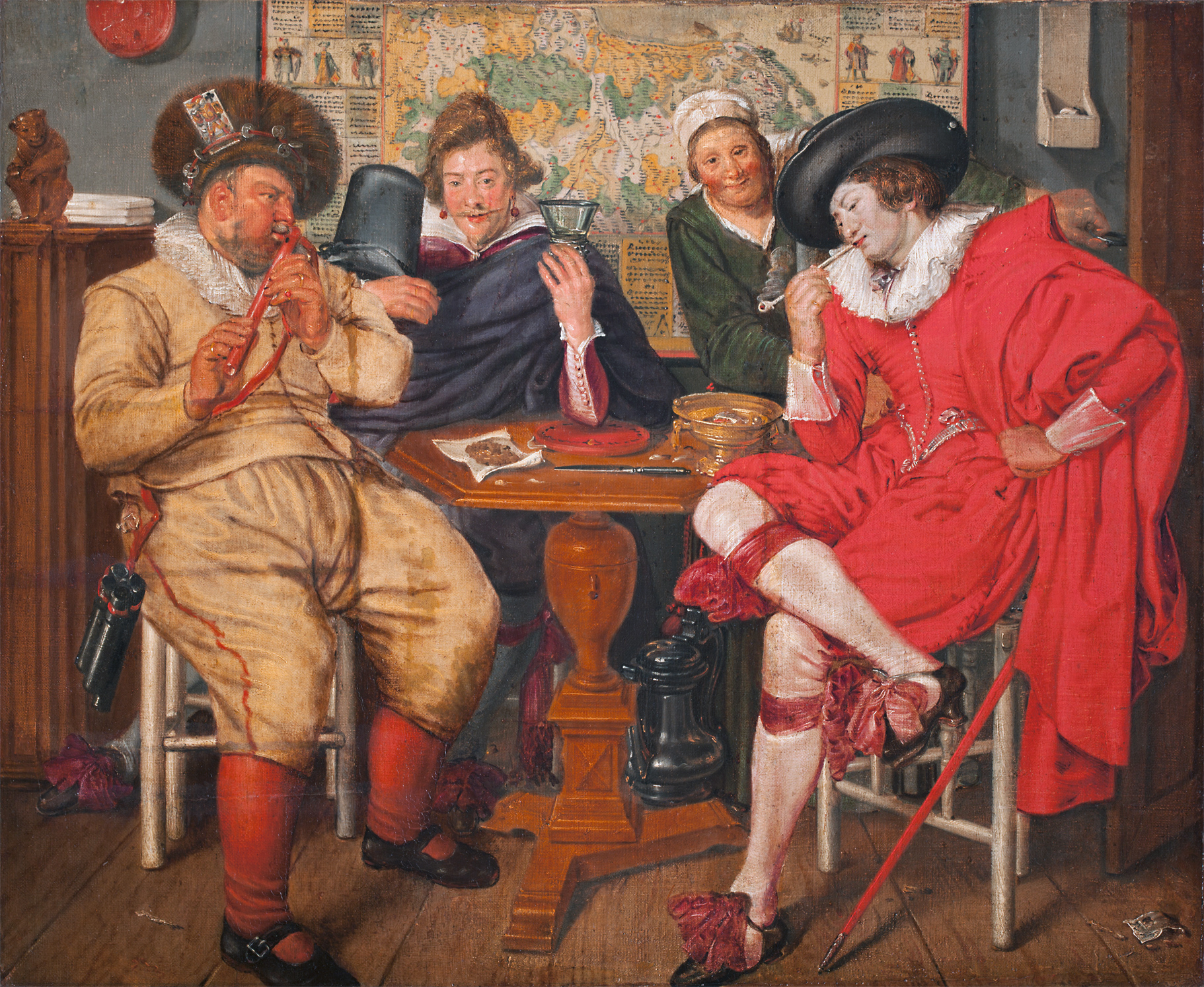
Joyeuse Compagnie, 1615-1620 Musée Bredius, La Haye
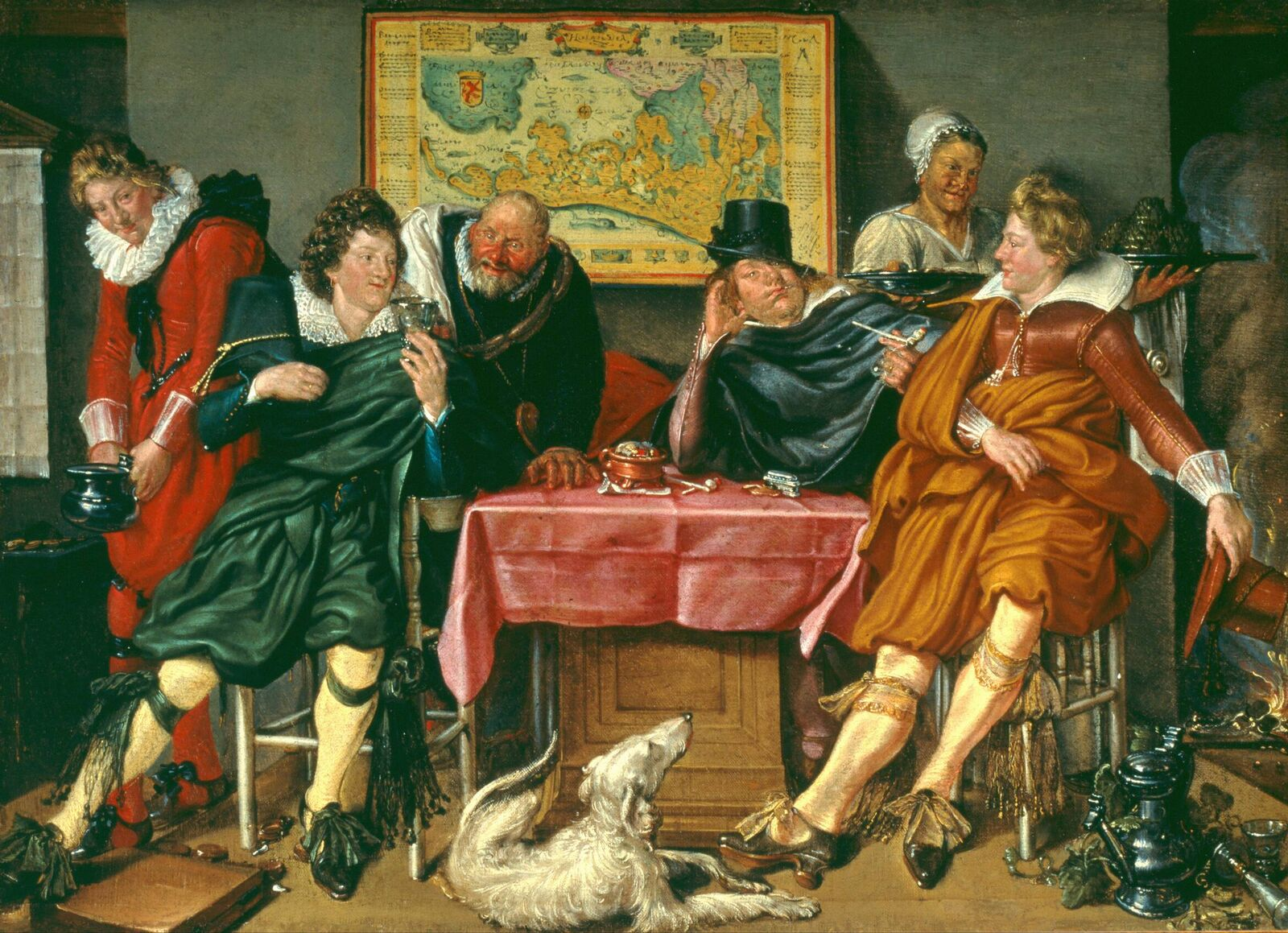
Joyeuse Compagnie, 1620 Musée Boijmans Van Beuningen
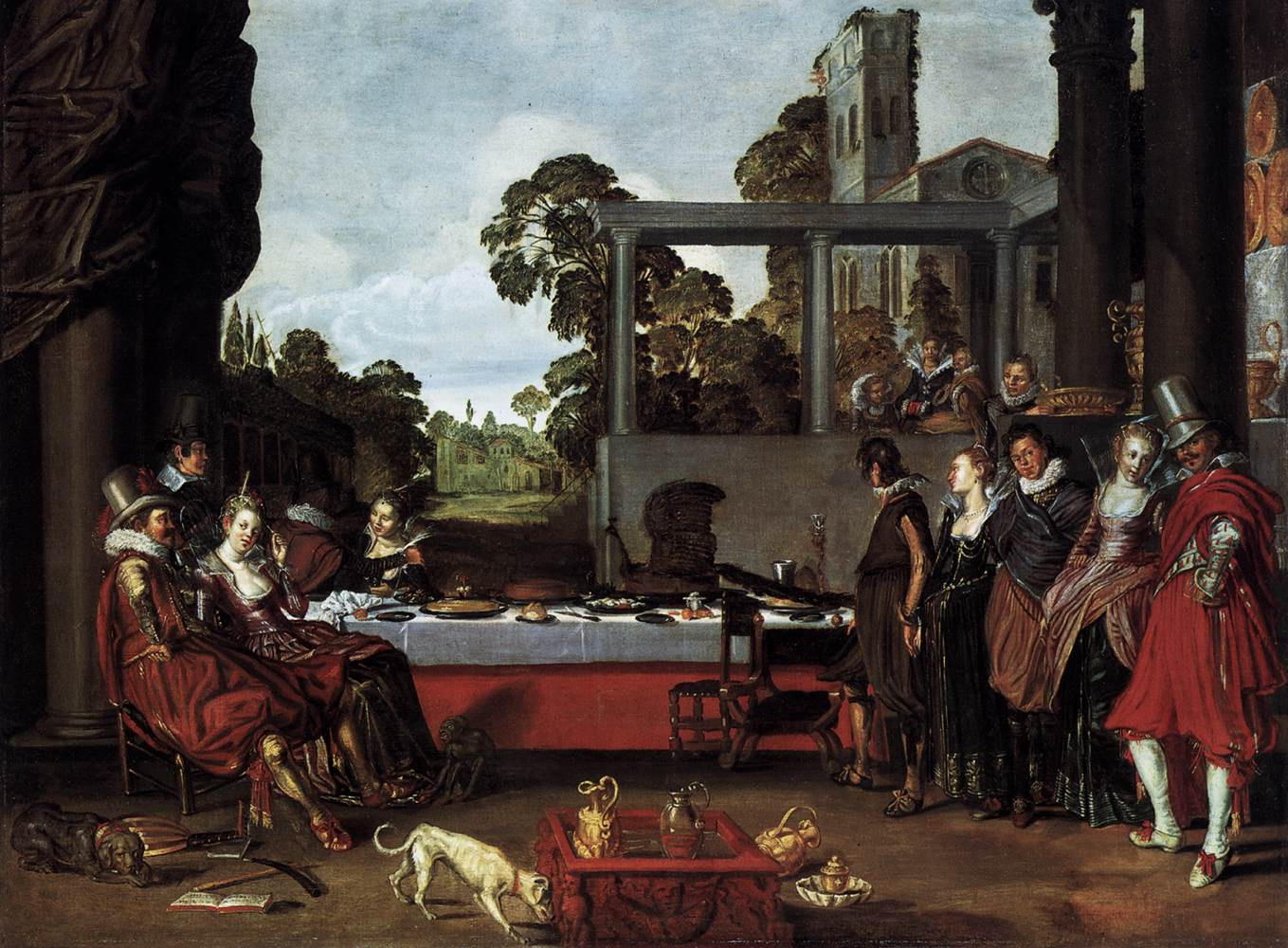
Banquet en plein air, 1616-17 Mauritshuis, La Haye